# زبیده بنت جعفر
زُبَیْده بنت جعفر (۷۶۶–۸۳۱م)، همچنین معروف به زبیدهٔ هاشمیّه (نسب: زبیده بنت جعفر بن منصور) دخترعمو، دختر خاله و همسر هارون‌الرشید و مادر امین بود. وی در کنار خاله-مادرشوهر خود، خیزران، یکی از تواناترین و زیرک‌ترین زنان عصر خود بود. نامش «أمة العزیز» بود اما به «زبیده» مشهور شد. گویند پدربزرگش منصور او را برای سفیدرویی، زیبائی و تابناکی که همچون خاله خود خیزران بود، «زبیده» نامید. عین زبیده در مکه به او منسوب است او بدستور خیزران به همسری پسر محبوبش هارون درآمد که دوست بچگی او بود. پس از مرگ هارون‌الرشید و قتل پسرش امین، مردان مأمون او را آزار دادند، سپس زبیده به مأمون شکایت‌نامه‌ای نگاشت و مأمون او را اکرام کرد و در دارالخلافه اسکان داد و جایگاه و مقام مادر خود را به او داد.
زبیده بسیار به حجاج رسیدگی می‌کرد و بناهایی در راهِ حج بدستور او ساخته می‌شد. او را باتقوا، پرهیزکار و نیکوکار توصیف کرده‌اند. ۱۰۰ ندیمهٔ حافظ قرآن داشت. اخبار و حکایت‌های بسیاری از او در کتابهای ادبیات عربی و فارسی موجود است. نشست‌های حفظ و قرائت قرآن در محافل ادبی نزد او برگزار می‌شد و نویسندگان و تاریخنگاران، زمزمهٔ کنیزان زبیده را که قرآن تلاوت می‌کردند، به صدای زنبورها تشبیه کرده‌اند.